# Ben Bernanke
Ben Shalom Bernanke (* 13. prosince 1953, Augusta, Georgie, USA) je americký ekonom, bývalý předseda rady guvernérů Federálního rezervního systému USA (Fed). Předsedal Fedu během finanční krize z let 2008-2009, za vlády George W. Bushe a Baracka Obamy. Během své akademické kariéry se soustředil na výzkum velké hospodářské krize ze 30. let 20. století.
Časopis Time jej v roce 2009 vyhlásil osobností roku a v roce 2022 mu byla udělena Nobelova cena za ekonomii.

## Život a rodina
Narodil se v Augustě ve státě Georgie, ale dětství strávil v Dillonu v Jižní Karolíně. Jeho otec byl lékárníkem a jeho matka učitelkou na základní škole. Bernankeovi byli jednou z mála židovských rodin v Dillionu a navštěvovali místní synagogu Ohav Shalom. Bernanke se naučil hebrejsky od svého dědečka Harolda Friedmana, chazana, šocheta a učitele hebrejštiny.
Je ženatý s Annou Friedmannovou. Ve volném čase píše knihy (od roku 1983 jich publikoval již sedm) a hraje na saxofon.

## Kariéra
Ben Bernanke získal titul B.A. na Harvardu v roce 1975 a titul M.A a doktorát na MIT v roce 1979 za práci Long-Term Commitments, Dynamic Optimization, and the Business Cycle. Jeho vedoucím práce byl pozdější guvernér Banky Izraele Stanley Fischer. Mezi jeho další lektory patřili i nositelé Nobelovy ceny za ekonomii Robert Solow a Peter A. Diamond. Poté, do roku 1985, učil na Stanfordově univerzitě, o 11 let později přešel na Princetonskou univerzitu.
Ve výzkumu se soustředil na ekonomický původ světové hospodářské krize.
Před postem předsedy Fedu byl členem jeho Rady guvernérů a předsedou sněmu prezidentova ekonomických poradců. 24. října 2005 byl jmenován prezidentem George W. Bushem do čela Fedu, čímž nahradil Alana Greenspana, který tuto funkci vykonával od roku 1987. Bernanke nastoupil do čela úřadu na přelomu ledna a února roku 2006.
Nastupující prezident Barack Obama jej znovu jmenoval do vedení Fedu dne 27. srpna 2009 poté, co kladně zhodnotil jeho řízení měnové politiky na začátku ekonomické krize, zejména to, že odvrátil kolaps finančního systému a ekonomiky.
Bernanke je dnes uznávaným ekonomem, který se v minulosti často vyslovoval pro větší transparentnost měnové politiky Fedu. Od roku 2014 působí jako ekonomický expert v odborném institutu Brookings Institution.

## Názory, které zastává
V roce 2005 zavedl termín (globální) převis úspor, kdy podle jeho teorie globální převis nabídky peněz v dekádě předcházející roku 2005 umožňoval financovat tehdejší deficity běžného účtu platební bilance Spojených států a držel dlouhodobé reálné úrokové sazby ve světě na nízkých úrovních.
| „              | V průběhu posledního desetiletí [1995-2005] kombinace různých sil vytvořila výrazný nárůst globální nabídky úspor - [tzv.] global saving glut - což pomáhá vysvětlit jak zvýšení schodku běžného účtu platební bilance USA, tak relativně nízkou úroveň dlouhodobých reálných úrokových sazeb v [tehdejším] světě. | “ |
| — Ben Bernanke | |   |

Za velmi problematický fenomén v ekonomice Bernanke považoval deflaci. Jedna z jeho řečí v roce 2002, ještě jako člena kolegia guvernérů FEDu, nesla název: „Deflace: Zajistit, aby se zde neprojevila“. Sada opatření, jež Bernanke ve zmíněném projevu identifikoval pro boj měnové politiky s deflací, byla později označena jako Bernankeho doktrína. Ve zmíněném projevu Bernanke hodnotil příčiny a důsledky deflace v moderní ekonomice a zdůrazňoval, že mandát centrální banky spočívající v udržení cenové stability zahrnuje vedle klasického usměrňování inflace právě také povinnost odvrátit deflaci. K jejímu odvrácení je nutné použít řadu různých opatření expanzivní měnové politiky.
| „              | Zdroje deflace nejsou záhadou. Deflace je téměř ve všech případech vedlejším účinkem kolapsu agregátní poptávky - poklesu výdajů natolik závažného, že výrobci musí neustále snižovat ceny, aby našli kupce. Ekonomické dopady období deflace jsou z velké části podobné účinkům jakéhokoli jiného prudkého poklesu agregátních výdajů - konkrétně recese, rostoucí nezaměstnanost a finanční napětí. | “ |
| — Ben Bernanke | |   |

## Kontroverze
Na podzim 2008, v průběhu dramatických okolností světové ekonomické krize v USA, v korespondenci se svými kolegy a ostatními státními či korporátními finančníky, skrýval svoji identitu a vydával se za jinou osobu – Edwarda Quince.